# Виноградный эфиппигер
Виноградный эфиппигер, или эфиппигера виноградная, или седлоносец (лат. Ephippiger ephippiger) — вид прямокрылых из семейства настоящих кузнечиков. Своё народное название «седлоносец» вид получил из-за характерного строения переднеспинки: она резко седловидной формы с сильно приподнятой задней частью.

## Описание вида

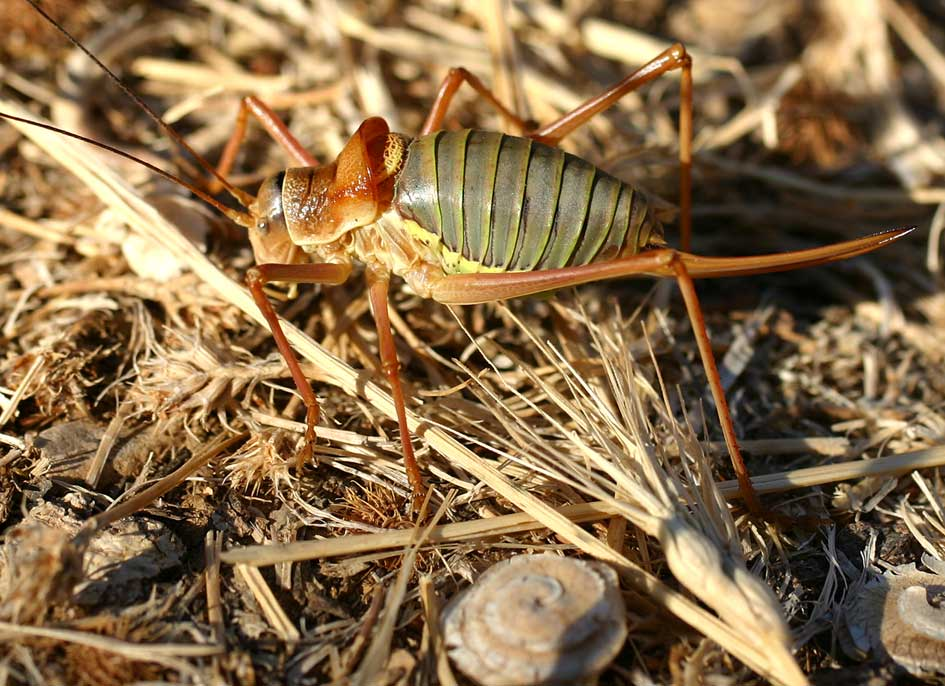

Сравнительно небольшой по размерам вид — его длина достигает 25-30 мм. Желтоватой или голубовато-зеленой окраски с сине-черным затылком. Ржаво-рыжие надкрылья укорочены, почти совсем прикрыты переднеспинкой; крыльев нет. Интересной особенностью является наличие звукового аппарата у обоих полов. Самки, так же как и самцы, способны стрекотать. Седловидная переднеспинка при стрекотании играет роль рупора, усиливая звук. Его двойные скребущие чирки легли в основу его французского имени — «тизи».

## Ареал
Виноградный эфиппигер встречается в Южной и Центральной Европе.

## Подвиды
- Ephippiger ephippiger balkanicus Andreeva 1985
- Ephippiger ephippiger cunii Bolívar, 1877
- Ephippiger ephippiger ephippiger (Fiebig, 1784)
- Ephippiger ephippiger harzi Adamovic, 1973
- Ephippiger ephippiger tamaninii Galvagni, 1956
- Ephippiger ephippiger usi Adamovic, 1973
- Ephippiger ephippiger vitium Serville, 1831

## Список сходных видов
Ephippiger provincialis обитает в Южной Франции, имеет более коричневую окраску и крупные размеры — до 75 мм, включая яйцеклад.